# Уснувший пассажир
«Усну́вший пассажи́р» — российский детективный фильм 1993 года режиссёра Ярополка Лапшина, снятый по одноимённой повести Анатолия Степанова.

## Сюжет
Действие происходит в последние годы существования СССР. На затерянном в степи аэродроме совершает непредвиденную посадку пассажирский самолёт, летевший в Сингапур. Вскоре в салоне воздушного судна находят труп гражданина Нидерландов, летевшего первым классом. Среди пассажиров этого рейса случайно оказывается отставной полковник московского уголовного розыска Александр Смирнов, который до приезда следственно-оперативной группы начинает предварительное расследование преступления и вскоре понимает, что убийца находится среди пассажиров самолёта.

## В ролях
- Анатолий Кузнецов — Александр Иванович Смирнов, полковник запаса, бывший начальник 1-го отдела МУРа, ныне пенсионер
- Ольга Остроумова — Галина Георгиевна
- Владимир Кашпур — Серганов по кличке «Серый»
- Владимир Кузнецов (1943—2023) — лётчик Сергей Сергеевич Рузаев, «Сергеич», капитан корабля
- Игорь Шарапов (1962) — Дэн
- Шавкат Газиев (1944—2014) — Рахимов, начальник местного аэропорта
- Александр Пашутин — Шафаров, водитель
- Сейдулла Молдаханов — Мусалимов, милиционер
- Николай Шушарин (1951—2016) — второй пилот
- Валерий Храмцов (1951—2005) — голландский детектив, убит во сне